# Monopeltis welwitschii
Monopeltis welwitschii là một loài bò sát trong họ Amphisbaenidae. Loài này được Gray mô tả khoa học đầu tiên năm 1865.